# Monfero
Monfero – gmina w Hiszpanii, w prowincji A Coruña, w Galicji, o powierzchni 171,67 km². W 2011 roku gmina liczyła 2129 mieszkańców.